# Euphorbia strangulata
Euphorbia strangulata es una especie fanerógama perteneciente a la familia de las euforbiáceas. Es endémica de Angola.

## Descripción
Es un arbusto suculento y espinoso que alcanza un tamaño de ± 60 cm de altura, con mucho tallos reducidos, ascendentes, simples, ramas segmentadas con 4-6- alas (inicialmente comienza con 3-4 segementos ± oblongos).

## Ecología
Se encuentra en las laderas rocosas, y en herbazales con Aloe andongensis y una inidentificada especie de orquídea en formaciones rocosas casi desnudas a una altitud de  ± 1000 metros.
Es muy rara en el cultivo, si bien no presenta dificultades inusuales.
Es una especie muy cercana de Euphorbia opuntioides; que crece similar en forma y hábito floral a Euphorbia barnardii A. C. White & al. en el sur de África.

## Taxonomía
Euphorbia strangulata fue descrita por Nicholas Edward Brown y publicado en Flora of Tropical Africa 6(1): 1041. 1913.
Etimología
Euphorbia: nombre genérico que deriva del médico griego del rey Juba II de Mauritania (52 a 50 a. C. - 23), Euphorbus, en su honor – o en alusión a su gran vientre –  ya que usaba médicamente Euphorbia resinifera. En 1753 Carlos Linneo asignó el nombre a todo el género.
strangulata: epíteto
Sinonimia
- Euphorbia fraterna N.E.Br. (1913) p.p.
- Euphorbia strangulata var. deminuens L.C.Leach
- Euphorbia strangulata var. strangulata[2][5]